# Cantherhines macrocerus
Cantherhines macrocerus — вид скелезубоподібних риб роду Cantherhines з родини Єдинорогові (Monacanthidae). Інші назви «білокрила риба» або «американська білокрила риба».

## Опис
Загальна довжина сягає 40—46 см. Голова широка біля очей, чим більше до кінця морди, то звужується. Тулуб стиснутий з боків, має ромбоподібну форму. Спинний плавець складається з 2 шипів і 34-36 м'яких променів. Анальний плавець складається з 29-32 м'яких променів. У самців більші шипи (один спрямований вперед, інший — назад) на хвостовій ножці.
Молоді особини та самиці чорнуваті, покриті розмитими білими плямами. Задня частина тіла може мати більш-менш жовтуватий або охристий колір. Самці зазвичай яскраво-червоно-коричневого або помаранчевого кольору. Ця риба здатна швидко змінити зовнішній вигляд на висококонтрасний колір з набагато темнішим фоном і безліччю світлих плям.

## Спосіб життя
Воліє до коралових рифів та скелястого ґрунту. Океанічна риба, тримається на глибинах від 2 до 40м, зазвичай в діапазоні 3—20 м. Тримається парами. Живиться водоростями, губками, кораловими поліпами та інших донними безхребетними.

## Розповсюдження
Поширена в тропічній західній частині Атлантичного океану: від Бермудських островів, Багамських островів та узбережжя Флориди до узбережжя північної Бразилії